# NGC 6081
NGC 6081 (другие обозначения — IC 1202, UGC 10272, MCG 2-41-19, ZWG 79.78, NPM1G +09.0456, PGC 57506) — линзообразная галактика (S0) в созвездии Геркулес.
Этот объект входит в число перечисленных в оригинальной редакции «Нового общего каталога».